# Субалтерн
Субалтерн — основний військовий термін у британській армії для позначення звання молодшого офіцерського складу. Буквально воно значить «субординація», слово використовують для позначення офіцерів які мають звання нижче за капітана і зазвичай відносять до різних рангів лейтенантів.
Звання енсін (прапорщик) давали молодшому офіцеру який у бою ніс відповідальність за прапор. У армії це звання було замінено на другого лейтенанта. Зазвичай звання енсіна є найменшим офіцерським званням, крім тих випадків коли використовують звання субалтерн.

## Велика Британія
У британській армії саме старше звання субалтерна є капітан-лейтенант, яке є застарілим з 18-го століття. До реформ Кардвела у 1871 наймолодшими званнями субалтернів були корнет та енсін були молодшими субалтернами у кавалерії та піхоті відповідно і відповідали за прапор. Субалтерн тимчасово командує військами під час церемонії Trooping the Colour. Серед субалтернів, у батальйоні або полку, можуть призначати старшого субалтерна, зазвичай за званням і старшинством, який відповідає за дисципліну серед молодших офіцерів і відповідає перед ад'ютантом, хоча сам ад'ютант відповідає перед командиром підрозділу за дисципліну усіх молодших офіцерів.

## США
Континентальна армія отримала свою систему рангів від британської армії в тому числі і звання субалтернів: лейтенант, корнет, енсін та субалтерн. Субалтерни континентальної армії повинні були одягати зелені кокарди на головні убори. Державна міліція часів війни за незалежність США мала звання енсіна та інколи субалтерна, де субалтерн був нижчий за рангом від енсіна. У 1800 звання корнета, енсіна та субалтерна у армії США замінили на звання другого лейтенанта. У 1862 ВМС США почали використовувати звання енсіна, відзнака, яка з'явилася у 1922 році, представляла собою золоту смужку. Другі лейтенанти отримали відзнаку з золотою смужкою у 1917. Коли ВПС США відокремилися від армії ранги та відзнаки збереглися.

## Жіночі звання
З 1941 по 1949 жіночий допоміжний територіальний корпус армії Великої Британії використовував звання другого субалтерна та субалтерна, які дорівнювали другому лейтенанту та лейтенанту відповідно. З 1949 по 1950, наступник корпусу, Королівський жіночий армійський корпус, також використовували ці звання, поки не перейшли на звичайні звання британської армії. Майбутня королева Єлизавета II мала звання другого субалтерна у корпусі під час Другої світової війни.